# Station Sannomiya-Hanadokeimae
Station Sannomiya-Hanadokeimae (三宮・花時計前駅, Sannomiya-Hanadokeimae-eki) is een metrostation in de wijk Chūō-ku in de Japanse stad Kōbe. Het wordt aangedaan door de Kaigan-lijn, welke hier haar eindstation heeft. Het station heeft twee sporen, gelegen aan een enkel eilandperron. Het station is via wandelgangen verbonden met de stations Sannomiya en Kyūkyoryūchi-Daimarumae.
Het station is vernoemd naar de hanadokei, een nabijgelegen kunstwerk van bloemen in de vorm van klok.

## Treindienst

### Metro van Kobe
Het station heeft het nummer K01.
| 1,2 | ■ Kaigan-lijn | richting Wadamisaki en Shin-Nagata |

## Geschiedenis
Het station werd in 2001 geopend.

## Stationsomgeving
- Station Sannomiya (Seishin-Yamate-lijn en lijnen van JR West, Hankyu en Hanshin)
- Kōbe Kokusai Kaikan (multifunctioneel complex)
  - Mizuho Bank
- Stadhuis van Kōbe
- Mitsui Sumitomo Bank
- Mitsubishi Tokyo UFJ Bank
- Tokushima Bank
- Hyakujǔshi Bank
- Kobe Kanden-gebouw
- Hanadokei (bloemenklok)
- McDonald's
- Lawson

Sannomiya-Hanadokeimae · Kyūkyoryūchi-Daimarumae · Minato Motomachi · Harborland · Chūō-Ichibamae · Wadamisaki · Misaki-Kōen · Karumo · Komagabayashi · Shin-Nagata